# صمصاد
صمصاد (بالكردية: Samîsad) (بالتركية: Samsat) (باليونانية القديمة: Σαμόσατα) بلدة صغيرة ومقر مديرية صمصاد في محافظة أديامان في جنوب شرق تركيا. تقع البلدة قرب مدينة سميساط التاريخية، وأسمها تحريف لذلك، على الجزء العلوي من نهر الفرات وسكانها من الكرد.

## أعلام
- لوسيان الأنطاكي
- لوقيان السميساطي